# Jolanta Flandryjska
Jolanta Flandryjska (ur. ok. 1175; zm. pod koniec września 1219) – w latach 1217–1219 regentka Cesarstwa Łacińskiego w imieniu uwięzionego męża Piotra de Courtenay.

## Życiorys
Jolanta była córką hrabiego Hainaut Baldwina V i hrabiny Małgorzaty Flandryjskiej. Jej bracia Baldwin I i Henryk Flandryjski byli cesarzami łacińskimi. Po niespodziewanej i bezpotomnej śmierci Henryka Flandryjskiego baronowie łacińscy postanowili przekazać tron jego siostrze Jolancie i jej mężowi Piotrowi de Courtenay. Najpóźniej w listopadzie 1216 poselstwo dotarło do siedziby Piotra w Namur i uzyskało jego zgodę na objęcie tronu.
W lutym lub marcu 1217 Piotr wraz z żoną i orszakiem wyruszył w drogę. Po pobycie w Rzymie orszak cesarski przybył do Brindisi, skąd pożeglował do Durazzo. Tu małżonkowie rozdzielili się. Piotr zamierzał udać się do Konstantynopola drogą lądową, a Jolanta, która była w ciąży, podążyła wraz z córkami drogą morską. Cesarz Piotr został wkrótce uwięziony przez Teodora Dukasa Komnena i po 2 latach zmarł w niewoli.
Jolanta w drodze zatrzymała się w gościnie u księcia Achai Gotfryda I Villehardouin. Wówczas to być może uzgodniono małżeństwo Agnieszki, córki Jolanty z Gotfrydem II Villehardouin, synem Gotfryda I. Pod koniec maja lub na początku czerwca 1217 Jolanta przybyła do Konstantynopola. Tu dowiedziała się o niewoli męża i wkrótce urodziła syna Baldwina II de Courtenay, późniejszego ostatniego cesarza łacińskiego.
Jolanta poszukując sojusznika przeciw Teodorowi Dukasowi zgodziła się na propozycję baronów by jej córka Maria została żoną cesarza nicejskiego Teodora Laskarysa.
Jolanta z mężem Piotrem miała 10 dzieci:
- Filipa (zm. 1226), markiza Namur,
- Roberta I (zm. 1228), cesarza Konstantynopola,
- Henryka (zm. 1229), markiza Namur,
- Baldwina II (zm. 1273), cesarza Konstantynopola,
- Małgorzatę, markizę Namur, żonę Raula d'Issoudun, potem Henryka, hrabiego Vianden,
- Elżbietę, żonę Waltera, hrabiego Bar, potem Eudesa, pana Montagu,
- Jolantę, żonę Andrzeja II, króla Węgier,
- Eleonorę, żonę Filipa de Montfort, lorda Tyru,
- Marię, żonę Teodora I Laskarysa, cesarza Nicei,
- Agnieszkę, żonę Gotfryda II Villehardouin, księcia Achai.